# (6151) Viget
(6151) Viget (1987 WF) – planetoida z pasa głównego asteroid okrążająca Słońce w ciągu 3,4 lat w średniej odległości 2,26 j.a. Odkryta 19 listopada 1987 roku.